# НБА драфт
НБА драфт је годишњи догађај у којем 30 тимова НБА лиге (29 из САД и 1 из Канаде), могу изабрати играче који желе играти у лиги. Обичај је да се играчи бирају са колеџа, али је у последње време све већи број средњошколаца и играча који долазе из иностраних лига. Драфт је тренутно једини начин да играчи играју у НБА, тако да, ако су једном изабрани и напусте лигу, у исту се могу вратити без поновног драфта.

## Основне
НБА Драфт је подељен у два круга. За право првог избора учествује 14 тимова који се нису пласирали у плеј-оф. Ови тимови учествују у лутрији, чиме се одређују прва три избора. Осталих 11 бира се на основу односа победа и пораза претходне сезоне, од најлошијег до најбољег.
Потом 16 тимова који су играли у плеј-офу, бирају такође према успешности, од најлошијег до најбољег.
Добијени редослед се преноси и у други круг. Ипак, тимовима је дозвољено да размењују право на избор, баш као и афирмисане играче (НБА лиге тргују играчима за новац, често се у размени играча дода и право на неком од будућих драфтова).
Забрањено је размењивати право на избор у првом кругу у узастопним годинама.
Играчи који у години драфта не напуне 18 година, не могу учествовати на драфту.